# Clara Meijers
Klara (Clara) Mimi Meijers (Amsterdam, 27 augustus 1885 – Bentveld 13 oktober 1964) was een Nederlands feminist, schrijver en bankdirecteur van de Vrouwenbank.

## Bankdirecteur
Meijers was korte tijd lerares Frans, maar dit lag haar niet, dus stopte ze weer. Na te hebben gewerkt als secretaresse bij de Amsterdamsche Bank en de bankiersfirma Huydecoper & Van Dielen in Utrecht werd Meijers in 1911 directiesecretaresse bij Robaver. Rond 1910 raakte Meijers betrokken bij de vrouwenbeweging. Haar vriendinnen Mia Boissevain en Rosa Manus behoorden tot de organisatoren van de tentoonstelling ‘De Vrouw 1813-1913’. Meijers werd aangesteld als presidente van de commissie bank- en kantoorwezen van de tentoonstelling. Op de tentoonstelling maakte ze kennis met de Vrouwenbank die sinds 1910 in Berlijn bestond. Haar eerste plannen voor een Nederlandse vrouwenbank mislukten door de Eerste Wereldoorlog, maar in de jaren twintig probeerde ze het opnieuw van de grond te krijgen. Veel vrouwen hadden tijdens de oorlog banen gekregen en wensten hun eigen financiën te kunnen regelen, maar durfden dit volgens Meijers niet goed bij een gewone bank te doen. Ze legde haar idee voor aan de Robaver en op 3 november 1928 opende de maatschappij ‘Het Bijkantoor voor Vrouwelijke Clienten van Robaver’ aan het Rokin in Amsterdam. Meijers werd directrice; ook het andere bankpersoneel bestond uit vrouwen. Niet alleen (ongehuwde) vrouwen openden een rekening, ook verschillende vrouwenorganisaties deden dit. Naast haar werk als bankdirectrice gaf Meijers veel lezingen over financiële zekerheid voor vrouwen.
Meijers was directrice tot 1938, en in 1971 werd de bank opgeheven toen hier na de Tweede feministische golf geen behoefte meer aan was.

## Vrouwenbeweging
In 1913 werd Meijers lid van de Bond voor Vrouwenkiesrecht. Ook was ze penningmeester in het bestuur van het Internationaal Archief voor de Vrouwenbeweging. In 1928 was ze medeoprichtster van de Soroptimist club Noord-Holland (onderdeel van een internationale vereniging van vrouwen die zich inzetten voor de verbetering van mensenrechten voor vrouwen en meisjes).
Na de oorlog schreef Meijers actief over de vrouwenbeweging. Zo schreef ze in 1946 een biografie van Rosa Manus. In 1948 schreef ze het tweede deel van Van moeder op dochter van Willemijn Posthumus-van der Goot met uitgebreide hoofdstukken over de Nationale Tentoonstelling van Vrouwenarbeid van 1898, de kiesrechtstrijd, de tentoonstelling ‘De Vrouw 1813-1913’, de toegang tot het onderwijs en maatschappelijke ontwikkelingen.